# Hardt (Nittendorf)
Hardt ist ein Ortsteil des Marktes Nittendorf im Landkreis Regensburg. 

## Lage
Hardt liegt südlich des Kernortes Nittendorf zwischen Schönhofen und Viehhausen. Östlich am Ort verläuft die Staatsstraße 2394. Ebenfalls östlich fließt die Schwarze Laber, ein linker Zufluss der Donau.